# NK Dinamo Trnava
NK Dinamo je nogometni klub iz Trnave.

## Povijest
Klub je osnovan 1966. godine pod nazivom Dinamo kojeg i danas nosi. 
 
Trenutačno se natječe u 2. ŽNL Osječko-baranjskoj, NS Đakovo. 
  
Osim seniorske momčadi, u klubu postoji i mlađa momčad koja se natječe u Ligi pionira Nogometnog središta Đakovo. 

## Statistika u prvenstvima od sezone 2000./01.
| Sezona    | Rang | Liga                                            | Pozicija | Utakmice | Pobjede | Neodlučeno | Porazi | Postignuti golovi | Primljeni golovi | Bodovi  |
| 2000./01. | 6.   | 3. ŽNL Osječko-baranjska, NS Đakovo             | 2.       | 26       | 17      | 6          | 3      | 56                | 23               | 57      |
| 2001./02. | 5.   | 2. ŽNL Osječko-baranjska, NS Đakovo             | 13.      | 26       | 6       | 4          | 16     | 47                | 72               | 22      |
| 2002./03. | 6.   | 3. ŽNL Osječko-baranjska, NS Đakovo             | 3.       | 30       | 17      | 7          | 6      | 85                | 44               | 58      |
| 2003./04. | 6.   | 3. ŽNL Osječko-baranjska, NS Đakovo             | .        |          |         |            |        |                   |                  |         |
| 2004./05. | 6.   | 3. ŽNL Osječko-baranjska, NS Đakovo             | .        |          |         |            |        |                   |                  |         |
| 2005./06. | 6.   | 3. ŽNL Osječko-baranjska, NS Đakovo             | 7.       | 28       | 12      | 6          | 10     | 61                | 51               | 41 (–1) |
| 2006./07. | 7.   | 3. ŽNL Osječko-baranjska, NS Đakovo (Za prvaka) | 3.       | 10       | 3       | 1          | 6      | 24                | 35               | 16      |
| 2007./08. | 7.   | 3. ŽNL Osječko-baranjska, NS Đakovo             | .        |          |         |            |        |                   |                  |         |
| 2008./09. | 7.   | 3. ŽNL Osječko-baranjska, NS Đakovo             | 1.       | 24       | 19      | 2          | 3      | 83                | 21               | 59      |